# Celaeno
Celaeno ist der Eigenname des in den Plejaden gelegenen Sterns 16 Tauri. Celaeno hat eine scheinbare Helligkeit von +5,46 mag und gehört der Spektralklasse B7IV an. Celaeno ist etwa 440 Lichtjahre von der Erde entfernt.
Celaeno kann, wie alle Sterne der Plejaden, gelegentlich vom Mond bedeckt werden.